# Vukan av Serbien
Vukan av Serbien, död 1112, var en serbisk monark. Han var regerande storfurste av Serbien mellan 1091 och 1112.
Han antog titeln storfurste av Serbien och blev den första med denna titel; därmed skapades furstendömet Serbien eller Rascia, som bröts loss från den tidigare mäktigaste serbiska staten Duklja.